# Roswell: Nové Mexiko
Roswell: Nové Mexiko (v anglickém originále Roswell, New Mexico) je americký mysteriózní televizní seriál. Jeho autorkou je Carina Adly Mackenzie. Vysílán je na stanici The CW, úvodní díl byl uveden 15. ledna 2019. Po seriálu Roswell (1999–2002) se jedná o druhou adaptaci románové série Roswell High, kterou napsala Melinda Metz.

## Příběh
Po deseti letech se Liz, dcera nelegálních imigrantů, vrací za svou rodinou do města Roswell v Novém Mexiku. Brzo však zjistí, že Max, do kterého byla během dospívání zamilovaná a který je nyní policistou, je ve skutečnosti mimozemšťan, jenž celý život skrývá svůj pravý původ. Během následných násilných událostí vyjde najevo, že mimozemšťanů je na Zemi více, takže se mezi lidmi objeví strach a nenávist.

## Obsazení

### Hlavní role
- Jeanine Mason jako Liz Ortecho
- Nathan Dean Parsons jako Max Evans
- Michael Vlamis jako Michael Guerin
- Lily Cowles jako Isobel Evans-Bracken
- Tyler Blackburn jako Alex Manes
- Heather Hemmens jako Maria DeLuca, Lizina nejlepší kamarádka, barmanka v místním baru
- Michael Trevino jako Kyle Valenti, doktor a syn šerifky
- Trevor St. John jako Jesse Manes, Alexův otec
- Karan Oberoi jako Noah Bracken (1. řada, jako host ve 2. řadě), Isobelin manžel
- Amber Midthunder jako Rosa Ortecho, (2. řada, jako host v 1. řadě), Lizina starší sestra

### Vedlejší role
- Rosa Arredono jako šerifka Valenti, Kylova matka
- Carlos Compean jako Arturo Ortecho, Lizin otec, majitel restaurace Crashdown Cafe
- Riley Voelkel jako Jenna Cameron, Maxova partnerka u policie
- Sherri Saum jako Mimi DeLuca, matka Mariy
- Claudia Black jako Ann Evans, Maxova a Isabelina adoptivní matka
- Dylan McTee jako Wyatt Long, bratr jedné z dívek, které Rosa zabila

## Vysílání
| Řada | Díly | Premiéra v USA    | Premiéra v USA  | Premiéra v ČR  | Premiéra v ČR     |
| Řada | Díly | První díl         | Poslední díl    | První díl      | Poslední díl      |
| ---- | ---- | ----------------- | --------------- | -------------- | ----------------- |
| 1    | 13   | 15. ledna 2019    | 23. dubna 2019  | 24. dubna 2019 | 17. července 2019 |
| 2    | 13   | 16. března 2020   | 15. června 2020 | 29. dubna 2020 | 22. července 2020 |
| 3    | 13   | 26. července 2021 | 11. října 2021  | 15. září 2021  | 8. prosince 2021  |
| 4    | 13   | 6. června 2022    | 5. září 2022    | 7. června 2022 | 6. září 2022      |

Seriál byl objednán televizí The CW dne 11. května 2018. Úvodní díl první, třináctidílné řady byl v televizi uveden 15. ledna 2019. Dne 24. dubna 2019 byla stanicí The CW objednána druhá řada, která se na obrazovkách představila 16. března 2020. Již 7. ledna 2020 televize The CW uvedla, že seriál získá třetí řadu, jejíž první díl měl premiéru 26. července 2021. Čtvrtá série byla oznámena v únoru 2021.